# 足根中足骨

鳥の骨格。図中 8. が足根中足骨

足根中足骨（そくこんちゅうそくこつ・そっこんちゅうそっこつ、tarsometatarsus）は鳥類と一部の恐竜類に見られる後肢を構成する長骨。足根骨 (tarsus) と中足骨 (metatarsus) の癒合によって形成され、名称も両骨の名前に由来する。足根骨の別名として跗骨（ふこつ）、中足骨の別名として蹠骨（しょこつ・せきこつ）があり、跗蹠骨（ふしょこつ・ふせきこつ）とも呼ばれる。近位では脛足根骨と関節し、遠位では趾骨と関節する。癒合後の骨体のほとんどは中足骨が占めており、単に中足骨として言及されることもある。

## 構成

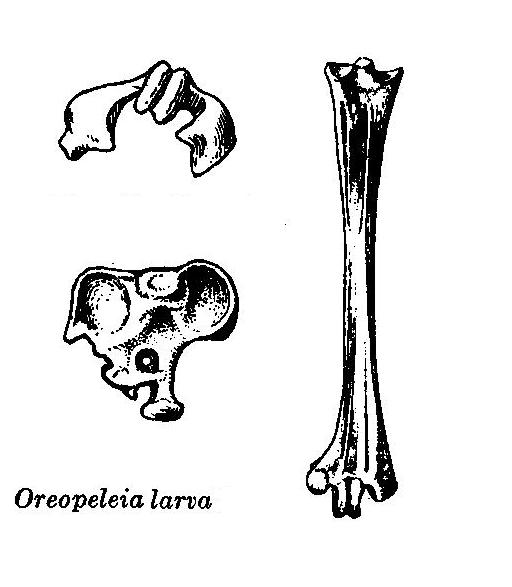
ハト科 Geotrygon larva の足根中足骨。下端に3つの滑車（趾骨との間接面）が見える。

現生鳥類の足根中足骨は、遠位足根骨と第2・3・4中足骨が癒合して形成される。獣脚類の進化の過程において第5趾は消失し、鳥類の祖先の後肢には4本の趾が存在した。そのうち、親指に相当する第1趾の中足骨は足根中足骨の形成に関与していない。足根中足骨の遠位内側には、第1中足窩 (fossa metatarsi I) と呼ばれる第1中足骨が接する凹みがある。
脛足根骨との関節面を構成する足根中足骨の近位端は、遠位足根骨が中足骨に癒合したものである。若年個体では足根骨と中足骨の癒合が完全ではなく、標本製作時など骨格を剖出した際に遊離することがある。遠位端には趾骨との滑車状の関節面があり、第2趾・第3趾・第4趾に対応して、内側から順に第2中足骨滑車 (trochlea metatarsi II)・第3中足骨滑車 (trochlea metatarsi III)・第4中足骨滑車 (trochlea metatarsi IV) と名付けられている。遠位端外側の第3中足骨と第4中足骨の間に遠位血管孔 (foramen vasculare distale) が開口し、多くの場合背側から底側に貫通する。

## 進化

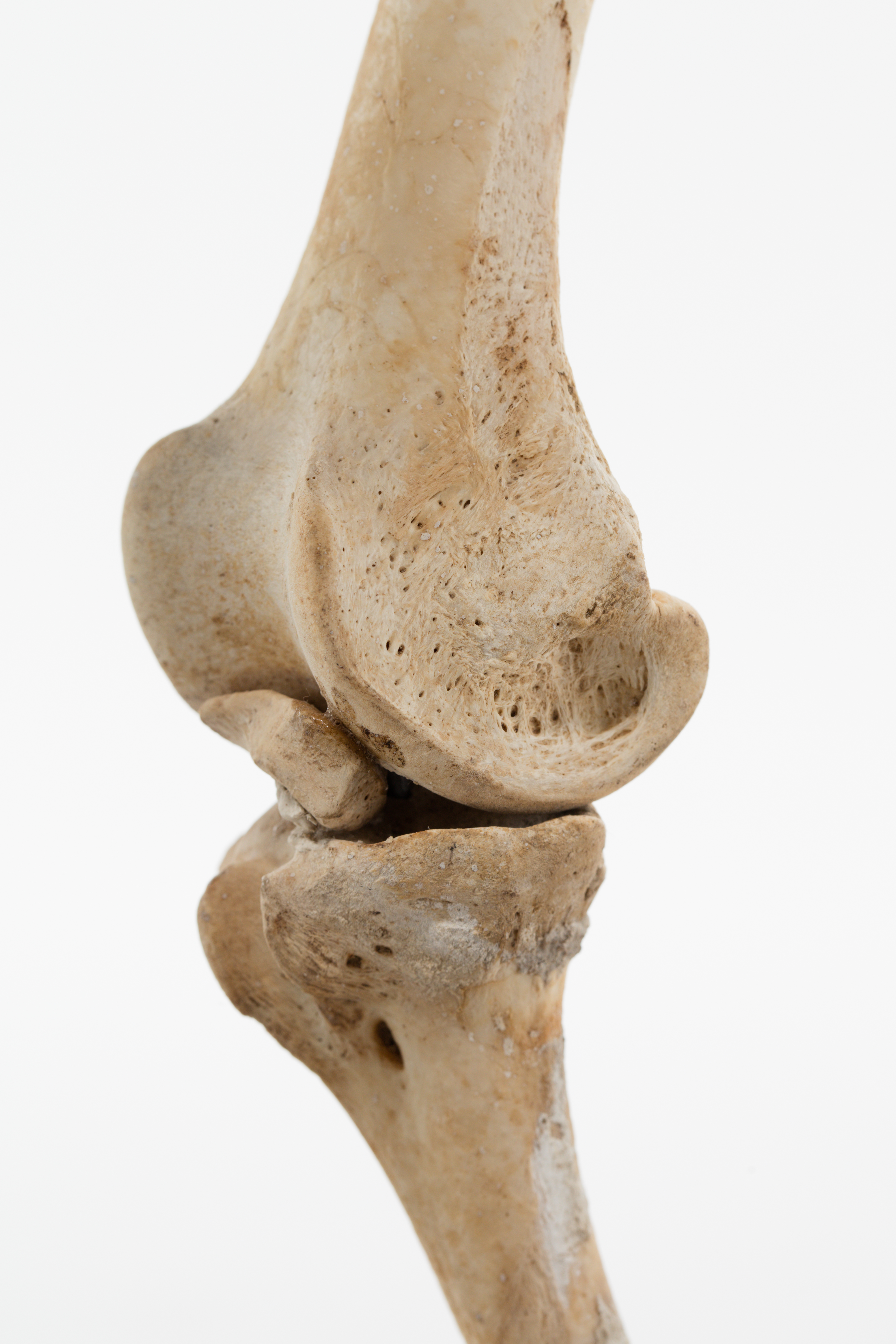
モアの1種 Megalapteryx didinus の中足根骨関節。上が脛足根骨、下が足根中足骨。

鳥類の脚は「偽膝」としてヒトとは膝が逆向きに曲がっているように見えるが、真の膝関節は前方に向かう大腿骨によって重心近くに位置させられている。この関節（偽膝）は実際には下腿部と足部の間の関節であり、ヒトでは踝（くるぶし）に相当する。しかしヒトをはじめとする哺乳類ではここの関節面は下肢骨と足根骨の間に存在するのに対し、鳥類の祖先となる爬虫類では足根骨の間に関節面が発達する傾向があり、それを受け継いだ鳥類でも遠位足根骨と近位足根骨のあいだに中足根骨関節と呼ばれる1軸性の関節を持つ。
また、走行や跳躍など速度を大きくする運動を行う際には、四肢の質量を近位に集め遠位部を軽量かつ伸長させることにより慣性モーメントをなるべく小さく抑えて四肢を動かす運動エネルギーを節約できる。基盤的四肢動物のバラバラで本数の多い中足骨よりも、数本を密着させてコンパクトにしたり本数を減少させて長さを伸ばした中足骨のほうが（骨格材料をより少ない骨に分配することにより）同じ重量でさらに強度を高める、または同じ強度でさらに軽量化を果たすことができる。そして関節の単純化も、四肢の末端部に余分な筋群などを配置する必要を排除できる。
よって、移動様式に合わせ肢端を急速に動かすための適応として、中足骨の減少と一体化・中足骨の伸長・足首関節の1軸化という変化への傾向がある。この変化が哺乳類で起こったのが有蹄類の砲骨であり、爬虫類で起こったのが足根中足骨であると考えられている。砲骨と足根中足骨の類似は、系統が異なる哺乳類と爬虫類が同じ機能を追求した結果であり、同じ恐竜だが全く異なる系統（鳥盤目）で走行に適応したヘテロドントサウルス類にも足根中足骨が平行進化的に発達している。

## 特徴

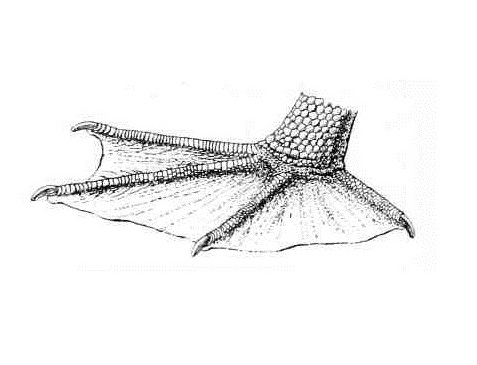
ペリカンの全蹼足。第1-2趾間にも水かきがある。

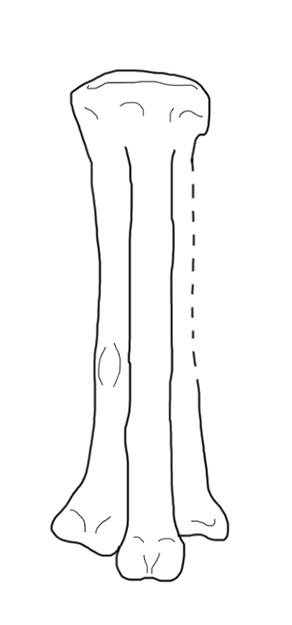
エナンティオルニス類の足根中足骨。上が近位、下が遠位。

それぞれの生態や系統に対応し、グループによって独自の特徴が見られることがある。
走鳥類
地上性の鳥類では第1趾が退化する傾向が見られ、エミューやレアでは第1趾が消失している。ダチョウではそれがさらに進み、第２趾まで退化したため存在するのは第3趾・第4趾のみである。それに応じ、足根中足骨の第1中足窩や第2中足骨滑車も消失している。これは走行に適応して趾数が減少していく点で、ウマ類などとの収斂進化を体現していると考えられている。
全蹼類
旧ペリカン目に属していた、ペリカン・ウ・ヘビウ・カツオドリ・グンカンドリなどの足根中足骨は、内側縁が円弧を描くような外形を持ち第2中足骨滑車が斜め下方を向くという共通した特徴がある。これは彼らの足が第1-2趾・2-3趾・3-4趾間全てに水かきを持つ全蹼足であることに起因し、全ての趾に均等な張力がかかるように滑車が配置された結果このような形状になっている。
フクロウ目
第2趾と第3趾が前方・第1趾と第4趾が後方を向く配置をした対趾足と呼ばれる足を持つ鳥類は数グループ存在するが、その中でフクロウ目は第4趾を前方にも後方にも向けることができる可変対趾足を持つ。第4趾が常に後方を向く通常の対趾足を持つオウム目では足根中足骨の遠位端が大きく広がり各趾の独立性を大きくした上で屈曲方向以外へのブレを防止するために、それぞれの中足骨滑車の中央を走る溝が深くなっている。それとは対照的に、フクロウ目では第4趾の可動性を高めるために第4中足骨滑車が滑車状でなく小さな小球状になっている。これにより、第4趾を自由に前後にずらして移動させることが可能となっている。
エナンティオルニス類
白亜紀に生息していた、現生鳥類とは全く別系統の鳥類。いくつかある現生鳥類とは異なる特徴の一つとして、足根中足骨の癒合の方向がある。現生鳥類が属する真鳥類は遠位から近位に向かって癒合が進んでいるのに対し、エナンティオルニス類の足根中足骨は近位から癒合が開始されている。エナンティオルニス類の別名「サカアシチョウ類（逆足鳥類）」はこれに由来する。
蹴爪
ホロホロチョウ科と多くのキジ科鳥類は蹴爪を持ち、特にオスで発達する。蹴爪が位置するのは足根中足骨の後面であり、後方に突出した円錐形の骨芯を真の爪と同じく角質の鞘が覆う。蹴爪の角質は止まることなく成長を続ける。蹴爪は実際の趾ではなく可動の関節は持たず、骨芯は足根中足骨と癒合している。